# Omicidi della famiglia Watts
Gli omicidi della famiglia Watts sono avvenuti nelle prime ore del mattino del 13 agosto 2018 a Frederick, in Colorado. Mentre veniva interrogato dalla polizia, Christopher Lee Watts (nato il 16 maggio 1985) ha ammesso di aver ucciso la moglie incinta Shanann Cathryn Watts (nata Rzucek il 10 gennaio 1984) per strangolamento. In seguito ha ammesso di aver ucciso le loro figlie, Bella di quattro anni e Celeste di tre anni, soffocandole con una coperta e di averle buttate in un giacimento petrolifero. Il 6 novembre 2018 si è dichiarato colpevole di molteplici capi d'accusa di omicidio di primo grado come parte di un patteggiamento in cui la pena di morte è stata rimossa dalla sentenza. È stato condannato a cinque ergastoli senza possibilità di libertà condizionale, tre da scontare consecutivamente e due da scontare contemporaneamente.

## Contesto
Christopher Lee Watts e Shanann Cathryn Watts erano abitanti rispettivamente di Spring Lake e Aberdeen, Carolina del Nord. Si incontrarono nel 2010 e si sposarono nella contea di Mecklenburg il 3 novembre 2012, secondo i registri online. Avevano due figlie: Bella Marie Watts (nata il 17 dicembre 2013) e Celeste Cathryn "CeCe" Watts (nata il 17 luglio 2015). Vivevano in una casa con cinque camere da letto a Frederick, in Colorado, che avevano acquistato nel 2013 e nel 2015 dichiararono bancarotta. Chris lavorava da Anadarko Petroleum Corporation, mentre Shanann era una rappresentante indipendente per la società di multi-level marketing Le-Vel e vendeva un prodotto chiamato Thrive. Al momento della sua morte, era incinta di 15 settimane di un figlio che avrebbero chiamato Nico Lee Watts.

## Scomparsa
Shanann tornò a casa da un viaggio d'affari in Arizona verso l'1:48 del 13 agosto 2018, dopo essere stata accompagnata a casa dalla sua amica e collega, Nickole Utoft Atkinson. Chris era a casa con le bambine. Più tardi, Shanann e le bambine vennero segnalate come scomparse da Atkinson, che si era preoccupata quando Shanann aveva saltato un appuntamento programmato dalla ginecologa e non aveva risposto agli sms. Dopo aver saltato una riunione di lavoro, Atkinson andò a casa dei Watts alle 12:10 circa. Quando non ricevette risposta al campanello, Atkinson informò Chris, che era al lavoro, e chiamò il dipartimento di polizia di Frederick. Un agente arrivò per condurre un controllo verso le 13:40. Durante il controllo, Chris diede all'agente di polizia il permesso di perquisire la casa, ma non c'era traccia di Shanann o delle bambine, trovarono solo la sua borsa contenente il telefono e le chiavi. La sua macchina, che conteneva ancora i seggiolini delle bambine, era nel garage. La sua fede nuziale venne trovata sul letto matrimoniale.
L'FBI e il Colorado Bureau of Investigation si unirono alle indagini il giorno successivo, il 14 agosto. Chris inizialmente disse alla polizia che non aveva idea di dove potessero essere Shanann, Bella o Celeste e non vedeva sua moglie dalle 5:15 del giorno della scomparsa, quando partì per andare al lavoro. Rilasciò interviste fuori dalla casa alle stazioni di Denver KMGH-TV e KUSA-TV chiedendo il loro ritorno. Durante l'intervista si riuscivano a sentire gli investigatori con cani da ricerca e da cadavere sulla proprietà.

## Procedimenti giudiziari

### Arresto e accuse
Watts venne arrestato il 15 agosto 2018. Secondo l'affidavit di arresto, aveva fallito un test del poligrafo e successivamente aveva confessato di aver ucciso Shanann. Aveva chiesto di parlare con suo padre prima di confessare. Secondo l'affidavit, aveva una relazione e aveva affermato di aver chiesto la separazione da Shanann. Durante le indagini, affermò che lei aveva strangolato le bambine in risposta alla sua richiesta di separazione e in un impeto di rabbia, lui l'aveva strangolata e poi aveva trasportato i corpi in un remoto sito di stoccaggio del petrolio in cui lavorava.
Il 16 agosto le autorità localizzarono i corpi della famiglia Watts sulla proprietà del suo ex datore di lavoro, Anadarko Petroleum Corporation. Venne licenziato il 15 agosto, giorno del suo arresto. I corpi delle bambine furono trovati nascosti in serbatoi di petrolio. La moglie incinta era stata sepolta in una fossa poco profonda nelle vicinanze.
Il 21 agosto, Watts venne accusato di cinque capi d'accusa di omicidio di primo grado, incluso un ulteriore capo d'accusa per ogni bambino citato come "morte di un bambino che non aveva ancora raggiunto i 12 anni di età e l'imputato era in una posizione di fiducia", interruzione illegale di una gravidanza e tre accuse di manomissione di cadavere. Gli venne negata la libertà su cauzione alla sua prima apparizione in tribunale. In una successiva udienza, la sua cauzione venne fissata a $5 milioni, e gli venne chiesto di consegnare il 15% per essere rilasciato.
Il caso è stato collegato dai media al crimine di familicidio. Molti di questi crimini si verificano ad agosto, prima dell'inizio della scuola, il che potrebbe ritardare il rilevamento e le indagini. Secondo l'ex profiler dell'FBI Candice DeLong, casi come quello di Watts sono rari, perché "gli sterminatori di famiglia di solito si suicidano dopo gli omicidi," un'azione che l'uomo ha affermato di aver contemplato per colpa delle sue azioni.
In un'intervista su Dr. Phil, l'avvocato di Watts ha affermato che Chris Watts ha confessato di aver ucciso Shanann dopo una discussione sul divorzio. Durante l'omicidio, Bella entrò e lui le disse che Shanann non si sentiva bene. Caricò il corpo di Shanann e le bambine senza i loro seggiolini sul sedile posteriore del suo camion da lavoro. Più tardi le soffocò, una dopo l'altra, con una coperta.

### Patteggiamento e condanna
Watts si dichiarò colpevole degli omicidi il 6 novembre. La pena di morte non venne proposta dal procuratore distrettuale su richiesta della famiglia di Shanann che non desiderava ulteriori morti. Sostennero la decisione di accettare il patteggiamento. Il 19 novembre venne condannato a cinque ergastoli - tre consecutivi e due simultanei - senza possibilità di libertà condizionale. Ricevette altri 48 anni per l'interruzione illegale della gravidanza di Shanann e 36 anni per tre accuse di manomissione di corpo deceduto. Inoltre, gli venne revocata la cauzione di 5 milioni di dollari e venne immediatamente rinviato in custodia cautelare.
Il 3 dicembre 2018, Watts è stato trasferito in una località fuori dallo stato a causa di "problemi di sicurezza". Il 5 dicembre 2018 è arrivato alla Dodge Correctional Institution, una prigione di massima sicurezza, a Waupun, Wisconsin, per continuare a scontare l'ergastolo.

## Resoconto dei media
In un episodio del dicembre 2018 della rivista televisiva ABC News 20/20, i genitori di Shanann, Frank e Sandra Rzucek, sono stati intervistati per la prima volta dall'omicidio di lei e delle bambine. HLN ha trasmesso un rapporto speciale nel dicembre 2018 intitolato Family Massacre: Chris Watts Exposed in cui sono stati rivelati il video della bodycam del poliziotto e le interviste di Watts registrate dalla polizia. In un'intervista video registrata dal Colorado Bureau of Investigation con la sua amante, Nichol Kessinger, la donna ha rivelato i suoi cambiamenti comportamentali nei giorni precedenti agli omicidi.
In un episodio del dicembre 2018 del talk show americano Dr. Phil, il dottor Phil si è consultato con quattro esperti di criminalità: l'ex pubblico ministero e giornalista televisivo Nancy Grace, l'ex profiler dell'FBI Candice DeLong, il consulente delle forze dell'ordine Steve Kardian e l'esperta di linguaggio del corpo Susan Constantine. Gli esperti hanno analizzato la motivazione, la vita segreta e il profilo di Watts.

## Adattamenti
Il 26 gennaio 2020, Lifetime ha rilasciato un film intitolato Chris Watts: Confessions of a Killer come parte del suo lungometraggio "Ripped from the Headlines". Sean Kleier interpreta Chris e Ashley Williams interpreta Shanann. La famiglia di Shanann ha espresso la sua contrarietà al riguardo. Hanno detto che la famiglia non era stata consultata al riguardo e non era a conoscenza della realizzazione del film fino a quando non era già in produzione. Hanno detto che non ci guadagnano nulla e temono che aumenterà solo le molestie che stavano già ricevendo online.
Il 30 settembre 2020, Netflix ha pubblicato American Murder: La famiglia della porta accanto, un documentario sugli omicidi della famiglia Watts. Il documentario presenta filmati d'archivio tra cui filmati domestici, post sui social media, messaggi di testo e registrazioni delle forze dell'ordine.